# 名古屋市立北陵中学校
名古屋市立北陵中学校（なごやしりつ ほくりょうちゅうがっこう）は、愛知県名古屋市北区志賀町にある名古屋市立中学校。

## 概要
校名は同校が所在する北区の北の字と他を凌ぐ意を持つ陵の字を組み合わせ、将来の発展を期待したものであるという。陵の字は丘の意も持ち、由来のひとつとなっているが、どの丘を指しているのかは明らかになっていない。台地をしばしば陵と呼ぶことがあり、名古屋市を形成する熱田台地を指している、との指摘もある。校地はかつて名古屋市立女子短期大学として利用されていた土地であり、1966年（昭和41年）まで当時の校舎が残されていたという。また、1967年（昭和42年）から2000年（平成12年）まで名古屋市北図書館が校地南西角に設置されていた。跡地にはテニスコートが設備されている。

## 沿革
- 1961年 4月1日 - 名古屋市立志賀中学校分教場として発足[1]。一年生のみ
- 1962年 4月1日 - 名古屋市立志賀中学校分校と改称[1]。一、二年生のみ
- 1963年 9月1日 - 名古屋市立北陵中学校として独立する[1]
- 1984年 4月1日 - 名古屋市立辻小学校学区を編入する[5]。
- 2022年（令和4年）度 - 体育館にエアコンが整備される[6][7]。

## 学校行事
- 4月：一学期始業式､入学式(1年生)
- 5月：一学期中間テスト
- 6月：一学期期末テスト
- 7月：一学期終業式、夏休み
- 8月：夏休み
- 9月：二学期始業式
- 10月：二学期中間テスト
- 11月：二学期期末テスト
- 12月：二学期終業式、冬休み
- 1月：冬休み、三学期始業式
- 2月：三年生を送る会、学年末テスト(1、2年生)、総合テスト(3年生)
- 3月：卒業式(3年生)、修了式

## 生徒会活動
生徒議会、生徒会、議員会、生活委員会、文化委員会、体育委員会、保健委員会、美化委員会、図書委員会、選挙管理委員会

## 部活動

### 運動系部活動
- 野球部 [WEB 3]
- サッカー部 [WEB 3]
- 陸上部 [WEB 3]
- 卓球部 [WEB 3]
- バスケットボール部（男子のみ）[WEB 3]
- バレーボール部（女子のみ）[WEB 3]

### 文化系部活動
- 吹奏楽部[WEB 3]
- 美術部[WEB 3]
- ボランティア部[WEB 3]

## 通学区域
通学区域は以下の通りである。
| 名古屋市立城北小学校・学区 - 金田町 - 川中町 - 成願寺町（一部） - 成願寺1～2丁目 - 天道町1・5丁目（一部） - 天道町2～4丁目 - 萩野通1丁目（一部） - 鳩岡町（一部） - 鳩岡2丁目 - 安井1～4丁目 | 名古屋市立東志賀小学校・学区 - 大野町1～4丁目 - 黒川本通 - 志賀町 - 志賀南通 - 稚児宮通 - 辻本通1丁目（一部） - 天道町1丁目（一部） - 長喜町1～3丁目 - 長喜町4丁目（一部） - 萩野通1丁目（一部） - 鳩岡町（一部） | 名古屋市立辻小学校・学区 - 米が瀬町 - 新堀町 - 辻町1～9丁目 - 辻町字古新田・字薬師浦 - 辻本通2～4丁目 - 辻町住宅 |

## 生徒数の変遷
『愛知県小中学校誌』（2018年）によると、生徒数の変遷は以下の通りである。
| 1963年（昭和38年） | 1157人 |  |
| 1967年（昭和42年） | 974人  |  |
| 1977年（昭和52年） | 1199人 |  |
| 1987年（昭和62年） | 1407人 |  |
| 1997年（平成9年）  | 968人  |  |
| 2007年（平成19年） | 686人  |  |

## 著名な出身者
- 水野きみこ（元歌手）
- 岩中祥史（編集者、出版プロデューサー）
- 赤田龍一郎（元プロ野球選手、元中日ドラゴンズ在籍）

### WEB
1. ↑  名古屋市立北陵中学校. “北陵中学校のあゆみ（昭和36年～63年）”. 2014年3月23日閲覧。
2. ↑  名古屋市鶴舞中央図書館. “図書館紹介 北図書館”. 2014年3月23日閲覧。
3. 1 2 3 4 5 6 7 8 9  名古屋市立北陵中学校. “部活動紹介”. 2014年3月23日閲覧。
4. ↑  “北陵中学校 学区”.   家造.net. 2014年3月23日閲覧。

### 文献
1. 1 2 3 4 5  『校区の歴史散歩』東洋経済出版社、1982年、166頁。
2. ↑  『新漢語林』による。
3. ↑  名古屋市立小中学校長会 1997, p. 49.
4. ↑  名古屋市北図書館 1977.
5. ↑  愛知県小中学校長会 1998, p. 295.
6. ↑  “中学、特別支援学校６０校の体育館にエアコン　冷房は２３年度から”. 中日新聞社. (2021年5月29日) 2021年6月21日閲覧。
7. ↑   “学校体育館空調設備にかかる設計について”. 名古屋市. (2021年5月28日) 2021年8月10日閲覧。
8. ↑  六三制教育七十周年記念 愛知県小中学校誌 合同記念誌編集特別委員会 2018, p. 182.